# Districten van Samoa
Samoa bestaat uit in totaal elf itūmālō (districten), te weten: 
1. Tuamasaga (Afega)
2. A'ana (Leulumoega)
3. Aiga-i-le-Tai (Mulifanua)1
4. Atua (Lufilufi)2
5. Va'a-o-Fonoti (Samamea)
6. Fa'asaleleaga (Safotulafai)
7. Gaga'emauga (Saleaula)3
8. Gaga'ifomauga (Safotu)
9. Vaisigano
10. Satupa'itea (Satupa'itea)
11. Palauli (Vailoa i Palauli)

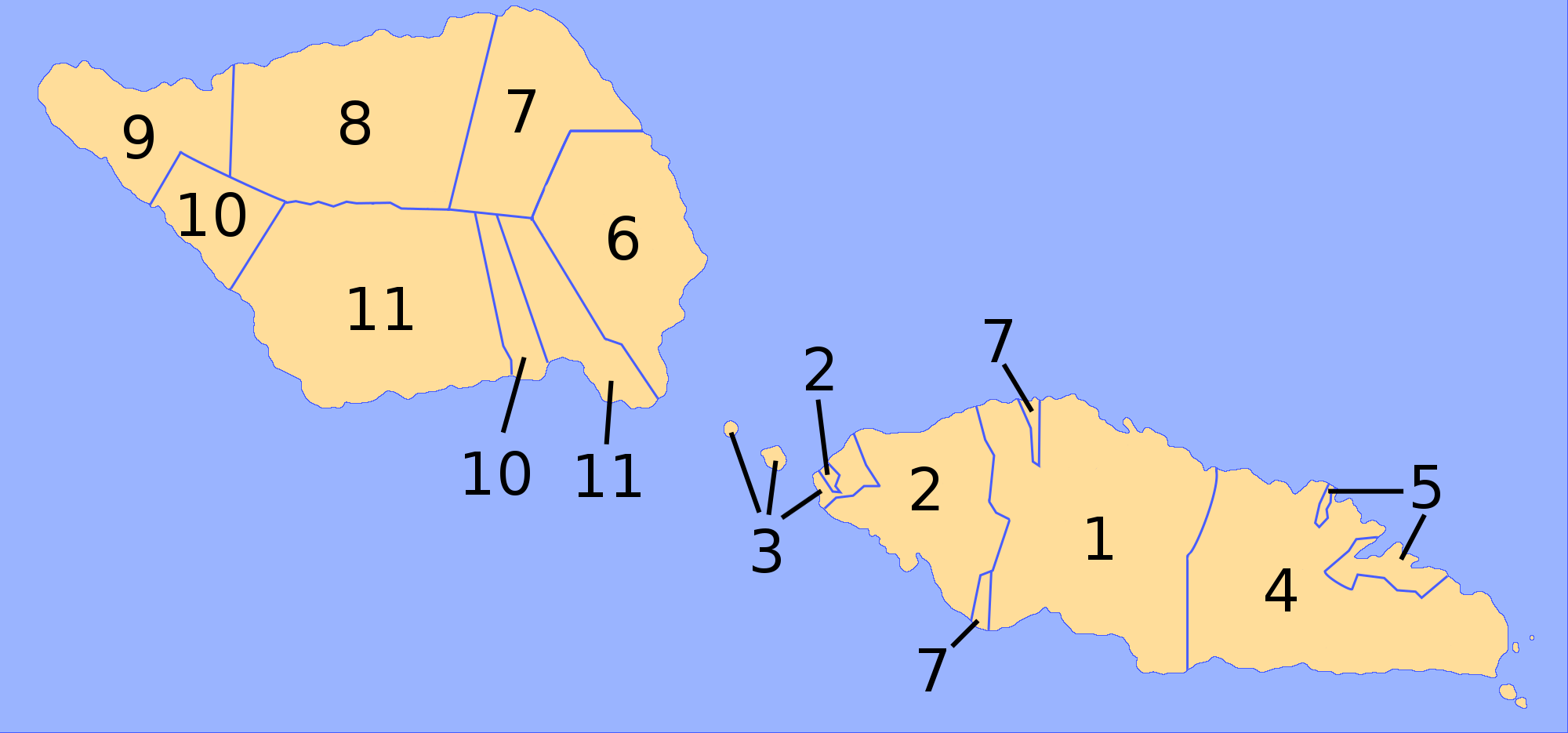
Kaart van de districten. De cijfers op de kaart corresponderen met de cijfers in de lijst.

De districten zijn onderverdeeld in dorpen.
1 inclusief de eilanden Manono, Apolima en Nu'ulopa

2 inclusief de Aleipata eilanden en Nu'usafe'e eiland

3 inclusief enkele enclaves in Upolu (Salamumu en de Leauvaa dorpen)